# Avance (Durance)
Die Avance ist ein Fluss in Frankreich, der im Département Hautes-Alpes in der Region Provence-Alpes-Côte d’Azur verläuft. Sie entspringt am nordwestlichen Ortsrand von Chorges, entwässert generell Richtung West bis Südwest und mündet nach rund 21 Kilometern im Gemeindegebiet von Jarjayes  als rechter Nebenfluss in die Durance.

## Orte am Fluss
- Chorges
- Montgardin
- Avançon
- Saint-Étienne-le-Laus
- Valserres